# Ksenija Wladimirowna Makejewa
Ksenija Wladimirowna Makejewa (russisch Ксения Владимировна Макеева; englisch Kseniya Makeyeva; * 19. September 1990 in Ufa, Baschkirische ASSR, Russische SFSR, Sowjetunion) ist eine russische Handballspielerin.

## Karriere
Makejewa spielte ab der Saison 2006/07 beim russischen Erstligisten GK Dynamo Wolgograd. Mit Wolgograd gewann die Kreisspielerin 2009, 2010, 2011, 2012, 2013 und 2014 die russische Meisterschaft sowie 2008 den EHF-Pokal. In der Saison 2014/15 stand Makejewa beim rumänischen Verein HCM Baia Mare unter Vertrag, mit dem sie die Meisterschaft, den rumänischen Pokal und den rumänischen Supercup gewann. Anschließend schloss sie sich GK Rostow am Don an. Mit Rostow gewann sie 2017 den EHF-Pokal sowie 2017, 2018, 2019, 2020 und 2022 die russische Meisterschaft. Während der Saison 2021/22 legte Makejewa eine Pause ein und brachte im Mai 2022 eine Tochter zur Welt.
Makejewa gewann 2008 mit der russischen Jugend-Nationalmannschaft die Goldmedaille bei der U-18-Weltmeisterschaft. Zwei Jahre später errang Makejewa mit der Juniorinnen-Nationalmannschaft die Silbermedaille bei der U-20-Weltmeisterschaft und wurde zusätzlich in das All-Star-Team des Turniers gewählt.
Makejewa absolvierte bislang 175 Partien für die russische Nationalmannschaft. Mit Russland gewann sie 2009 die Weltmeisterschaft. Bei der Europameisterschaft 2018 errang sie die Silbermedaille. Bei der Weltmeisterschaft 2019 gewann sie mit der russischen Auswahl die Bronzemedaille. Mit der russischen Auswahl gewann sie die Silbermedaille bei den Olympischen Spielen in Tokio. Makejewa erzielte im Turnierverlauf insgesamt 16 Treffer.
Makejewa gewann mit der russischen Studentenauswahl die Goldmedaille bei der Universiade 2015 in Gwangju.